# Idrettslaget Hødd 2011
Questa voce raccoglie le informazioni riguardanti l'Idrettslaget Hødd nelle competizioni ufficiali della stagione 2011.

## Stagione
Lo Hødd chiuse la stagione all'8º posto finale, mentre l'avventura nella Coppa di Norvegia 2011 terminò al terzo turno, con l'eliminazione per mano dell'Aalesund. I calciatori più utilizzati in stagione furono Akeem Latifu, Steffen Moltu e Bendik Torset, tutti con 33 presenze (30 in campionato, 3 in coppa). I migliori marcatori furono invece Adama Diomandé e Michael Karlsen, entrambi a 17 reti (per Diomandé furono 14 gol in campionato e 3 in coppa, mentre per Karlsen furono 16 in campionato e uno in coppa).

## Maglie e sponsor
Lo sponsor tecnico per la stagione 2011 fu Umbro, mentre lo sponsor ufficiale fu Sparebanken Møre. La divisa casalinga era composta da una maglietta blu, pantaloncini bianchi e calzettoni blu. Quella da trasferta era invece totalmente bianca.
| Casa | Trasferta |

## Rosa
| N. |                     | Ruolo | Calciatore            |
| -- | ------------------- | ----- | --------------------- |
| 1  | Norvegia (bandiera) | P     | Ørjan Nyland          |
| 2  | Norvegia (bandiera) | D     | Steffen Moltu         |
| 3  | Norvegia (bandiera) | D     | Victor Grodås         |
| 4  | Norvegia (bandiera) | C     | Emil Viddal           |
| 5  | Norvegia (bandiera) | D     | Fredrik Klock         |
| 6  | Norvegia (bandiera) | D     | Thomas Lid Kleppe     |
| 7  | Norvegia (bandiera) | C     | Erik Sandal           |
| 8  | Senegal (bandiera)  | C     | Pape Formose Mendy    |
| 9  | Norvegia (bandiera) | A     | Robin Hjelmeseth      |
| 9  | Norvegia (bandiera) | A     | Espen Standal         |
| 10 | Norvegia (bandiera) | A     | Michael Karlsen       |
| 11 | Nigeria (bandiera)  | A     | Kazeem Ahmed          |
| 13 | Norvegia (bandiera) | D     | Ruben-Kenneth Brandal |
| 14 | Norvegia (bandiera) | A     | Adama Diomandé        |

| N. |                     | Ruolo | Calciatore           |
| -- | ------------------- | ----- | -------------------- |
| 15 | Norvegia (bandiera) | C     | Bendik Torset        |
| 16 | Norvegia (bandiera) | C     | Sivert Heltne Nilsen |
| 17 | Norvegia (bandiera) | D     | Ørjan Grimstad       |
| 18 | Norvegia (bandiera) | C     | Martin Haanes        |
| 19 | Norvegia (bandiera) | A     | Vegard Heltne        |
| 20 | Norvegia (bandiera) | A     | Christian Mork       |
| 21 | Norvegia (bandiera) | C     | Eirik Heltne         |
| 22 | Norvegia (bandiera) | C     | Faysal Ahmed         |
| 23 | Norvegia (bandiera) | C     | Dag Roar Ørsal       |
| 24 | Nigeria (bandiera)  | D     | Akeem Latifu         |
| 25 | Norvegia (bandiera) | P     | Jan-Lennart Urke     |
| 27 | Norvegia (bandiera) | P     | Henrik Hansen        |
| 28 | Norvegia (bandiera) | D     | Pål Skeide           |
| 31 | Norvegia (bandiera) | D     | Ole Ringstad         |

## Calciomercato

### Sessione invernale(dal 01/01 al 31/03)
| Acquisti | Acquisti        | Acquisti     | Acquisti   |
| R.       | Nome            | da           | Modalità   |
| -------- | --------------- | ------------ | ---------- |
| D        | Victor Grodås   | Lillestrøm   | definitivo |
| D        | Akeem Latifu    | Strømsgodset | prestito   |
| D        | Steffen Moltu   | Skarbøvik    | definitivo |
| C        | Dag Roar Ørsal  | svincolato   |            |
| A        | Adama Diomandé  | Skeid        | definitivo |
| A        | Michael Karlsen | Rosenborg    | prestito   |

| Cessioni | Cessioni              | Cessioni | Cessioni   |
| R.       | Nome                  | a        | Modalità   |
| -------- | --------------------- | -------- | ---------- |
| P        | Øystein Myklebust     |          | svincolato |
| P        | Vebjørn Skeide        |          | svincolato |
| D        | Sindre Eid            |          | ritiro     |
| D        | Kjetil Paulsen        |          | svincolato |
| D        | Ulrik Wingsternes     |          | svincolato |
| C        | Helge Edinsen         |          | ritiro     |
| C        | Andreas Olsen         |          | svincolato |
| C        | Audun Scheide         |          | svincolato |
| A        | Magnus Már Luðviksson |          | svincolato |
| A        | Joachim Magnussen     |          | svincolato |

### Sessione estiva(dal 01/08 al 31/08)
| Acquisti | Acquisti     | Acquisti  | Acquisti   |
| R.       | Nome         | da        | Modalità   |
| -------- | ------------ | --------- | ---------- |
| C        | Faysal Ahmed | Oslo City | definitivo |

| Cessioni | Cessioni     | Cessioni            | Cessioni   |
| R.       | Nome         | a                   | Modalità   |
| -------- | ------------ | ------------------- | ---------- |
| A        | Kazeem Ahmed | Tavşanlı Linyitspor | definitivo |

## Risultati

### 1. divisjon

#### Girone di andata
| Arbitro: | Borgersen (Oslo) |

|                                  |           |  |
| Torset 5’ Klock 66’ Diomande 90’ | Marcatori |  |

| Arbitro: | Steen |

|               |           |              |
| Magnussen 76’ | Marcatori | 69’ Diomandé |

| Arbitro: | Hansen |

|                                          |           |                          |
| Sandal 45’ (rig.) Ingebretsen 58’ (rig.) | Marcatori | 16’ Ajeti 47’ Rønningene |

| Arbitro: | Kjensli (Oslo) |

|           |           |             |
| Solum 63’ | Marcatori | 90’ Karlsen |

| Arbitro: | Eskås |

|                                    |           |  |
| Sandal 27’ Torset 51’ Diomandé 61’ | Marcatori |  |

| Arbitro: | Borgersen (Oslo) |

|                            |           |                   |
| Larsen 60’ Reginiussen 88’ | Marcatori | 27’, 67’ Diomandé |

| Arbitro: | Hansen (Feda) |

|                 |           |  |
| Dimitriadis 32’ | Marcatori |  |

| Arbitro: | Hansen |

|                        |           |               |
| Karlsen 39’ Heltne 89’ | Marcatori | 81’ Skjølsvik |

| Arbitro: | Hakestad |

|                         |           |                      |
| Håland 68’ Andersen 88’ | Marcatori | 41’ Torset 59’ Ahmed |

| Ulsteinvik 13 giugno 2011, ore 18:00 10ª giornata | Hødd   | 0 – 0 referto | Ranheim | Høddvoll Stadion (1.310 spett.)\| Arbitro: \| Tennøy \| |
| Arbitro:                                          | Tennøy |               |         |                                                         |

| Arbitro: | Lundby |

|  |           |                   |
|  | Marcatori | 51’ Heltne Nilsen |

| Arbitro: | Hansen (Feda) |

|                                          |           |  |
| Karlsen 40’, 53’ Diomandé 72’ Heltne 87’ | Marcatori |  |

| Arbitro: | Rafiq |

|                       |           |             |
| Asani 11’ Solhaug 47’ | Marcatori | 65’ Karlsen |

| Arbitro: | Borgersen (Oslo) |

|                                           |           |  |
| Diomande 9’ Heltne 35’ (rig.) Karlsen 90’ | Marcatori |  |

| Arbitro: | Rafiq |

|  |           |             |
|  | Marcatori | 78’ Karlsen |

#### Girone di ritorno
| Arbitro: | Bruheim |

|                                        |           |              |
| Larsson 24’ Rønningene 60’ Gulsvik 79’ | Marcatori | 66’ Diomandé |

| Arbitro: | Hansen |

|  |           |                                      |
|  | Marcatori | 4’, 87’ Beugre 27’ Hanssen 90’ Hagen |

| Arbitro: | Hansen |

|              |           |                             |
| Diomandé 10’ | Marcatori | 20’ Røyrane 90’ Dimitriadis |

| Arbitro: | Eskås |

|                                     |           |                                                      |
| Traoré 26’ Duraković 69’ Lapira 86’ | Marcatori | 18’ Karlsen 28’, 76’ Diomandé 82’ Sandal 90’ Standal |

| Arbitro: | Ahlsen |

|                               |           |                                          |
| Diomandé 18’, 59’ Karlsen 86’ | Marcatori | 38’ Næs 48’ Kaland 51’ Kallevik 74’ Dahl |

| Arbitro: | Rafiq |

|                                |           |             |
| T. Rønning 58’, 72’ Haukås 76’ | Marcatori | 88’ Karlsen |

| Arbitro: | Eskås |

|                       |           |             |
| Latifu 14’ Kleppe 45’ | Marcatori | 90’ Hestvik |

| Arbitro: | Hakestad |

|              |           |                                               |
| Aas 11’, 90’ | Marcatori | 18’, 89’ Sandal 48’, 78’ Karlsen 84’ Diomandé |

| Arbitro: | Gya |

|                                  |           |  |
| Karlsen 4’ (rig.) Ahmed 10’, 48’ | Marcatori |  |

| Arbitro: | Hansen (Feda) |

|                  |           |                    |
| N'Siabamfumu 19’ | Marcatori | 23’ (rig.) Karlsen |

| Arbitro: | Hansen |

|  |           |              |
|  | Marcatori | 18’ Ehiorobo |

| Arbitro: | Kjensli (Oslo) |

|                              |           |  |
| Saaliti 14’, 68’ Eriksen 45’ | Marcatori |  |

| Arbitro: | Rafiq |

|  |           |                             |
|  | Marcatori | 10’ Güven 90’ (rig.) Gerson |

| Arbitro: | Gya |

|  |           |                                    |
|  | Marcatori | 45’ (rig.), 79’ Karlsen 90’ Torset |

| Arbitro: | Ahlsen |

|                                         |           |           |
| Sandal 52’ Aalmen 82’ (rig.) Torset 88’ | Marcatori | 58’ Dahle |

### Coppa di Norvegia
| Arbitro: | Julseth |

|              |           |                                        |
| Frantzen 15’ | Marcatori | 26’ Mendy 40’ Latifu 81’, 86’ Diomandé |

| Arbitro: | Åndal |

|  |           |                          |
|  | Marcatori | 49’ Karlsen 53’ Diomandé |

| Arbitro: | Staberg |

|            |           |                              |
| Sandal 50’ | Marcatori | 90’ Arnefjord 120’ Barrantes |

## Statistiche

### Statistiche di squadra
| Competizione      | Punti | In casa | In casa | In casa | In casa | In casa | In casa | In trasferta | In trasferta | In trasferta | In trasferta | In trasferta | In trasferta | Totale | Totale | Totale | Totale | Totale | Totale | DR  |
| Competizione      | Punti | G       | V       | N       | P       | Gf      | Gs      | G            | V            | N            | P            | Gf           | Gs           | G      | V      | N      | P      | Gf     | Gs     | DR  |
| ----------------- | ----- | ------- | ------- | ------- | ------- | ------- | ------- | ------------ | ------------ | ------------ | ------------ | ------------ | ------------ | ------ | ------ | ------ | ------ | ------ | ------ | --- |
| 1. divisjon       | 46    | 15      | 8       | 2       | 5       | 29      | 18      | 15           | 5            | 5            | 5            | 25           | 24           | 30     | 13     | 7      | 10     | 54     | 42     | +12 |
| Coppa di Norvegia | -     | 1       | 0       | 0       | 1       | 1       | 2       | 2            | 2            | 0            | 0            | 6            | 1            | 3      | 2      | 0      | 1      | 7      | 3      | +4  |
| Totale            | -     | 16      | 8       | 2       | 6       | 30      | 20      | 17           | 7            | 5            | 5            | 31           | 25           | 33     | 15     | 7      | 11     | 61     | 45     | +16 |

### Statistiche dei giocatori
| Giocatore        | 1. divisjon | 1. divisjon | 1. divisjon | 1. divisjon | Coppa di Norvegia | Coppa di Norvegia | Coppa di Norvegia | Coppa di Norvegia | Totale   | Totale | Totale      | Totale     |
| Giocatore        | Presenze    | Reti        | Ammonizioni | Espulsioni  | Presenze          | Reti              | Ammonizioni       | Espulsioni        | Presenze | Reti   | Ammonizioni | Espulsioni |
| ---------------- | ----------- | ----------- | ----------- | ----------- | ----------------- | ----------------- | ----------------- | ----------------- | -------- | ------ | ----------- | ---------- |
| F. Ahmed         | 9           | 2           | 2           | 0           | 0                 | 0                 | 0                 | 0                 | 9        | 2      | 2           | 0          |
| K. Ahmed         | 15          | 1           | 1           | 0           | 3                 | 0                 | 0                 | 0                 | 18       | 1      | 1           | 0          |
| R. Brandal       | 26          | 0           | 2           | 0           | 3                 | 0                 | 0                 | 0                 | 29       | 0      | 2           | 0          |
| A. Diomandé      | 28          | 14          | 3           | 0           | 3                 | 3                 | 1                 | 0                 | 31       | 17     | 4           | 0          |
| Ø. Grimstad      | 17          | 0           | 0           | 0           | 2                 | 0                 | 0                 | 0                 | 19       | 0      | 0           | 0          |
| V. Grodås        | 7           | 0           | 1           | 0           | 0                 | 0                 | 0                 | 0                 | 7        | 0      | 1           | 0          |
| M. Haanes        | 10          | 0           | 0           | 0           | 1                 | 0                 | 0                 | 0                 | 11       | 0      | 0           | 0          |
| H. Hansen        | 0           | 0           | 0           | 0           | 0                 | 0                 | 0                 | 0                 | 0        | 0      | 0           | 0          |
| E. Heltne        | 1           | 0           | 0           | 0           | 0                 | 0                 | 0                 | 0                 | 1        | 0      | 0           | 0          |
| V. Heltne        | 13          | 3           | 1           | 0           | 2                 | 0                 | 0                 | 0                 | 15       | 3      | 1           | 0          |
| S. Heltne Nilsen | 29          | 1           | 4           | 0           | 3                 | 0                 | 1                 | 0                 | 32       | 1      | 5           | 0          |
| R. Hjelmeseth    | 3           | 0           | 0           | 0           | 0                 | 0                 | 0                 | 0                 | 3        | 0      | 0           | 0          |
| M. Karlsen       | 28          | 16          | 2           | 0           | 3                 | 1                 | 0                 | 0                 | 31       | 17     | 2           | 0          |
| T. Kleppe        | 5           | 1           | 0           | 0           | 0                 | 0                 | 0                 | 0                 | 5        | 1      | 0           | 0          |
| F. Klock         | 17          | 1           | 2           | 0           | 1                 | 0                 | 0                 | 0                 | 18       | 1      | 2           | 0          |
| A. Latifu        | 30          | 1           | 1           | 0           | 3                 | 1                 | 1                 | 0                 | 33       | 2      | 2           | 0          |
| P. Mendy         | 11          | 0           | 0           | 0           | 1                 | 1                 | 0                 | 0                 | 12       | 1      | 0           | 0          |
| S. Moltu         | 30          | 0           | 1           | 0           | 3                 | 0                 | 0                 | 0                 | 33       | 0      | 1           | 0          |
| C. Mork          | 12          | 0           | 0           | 0           | 2                 | 0                 | 0                 | 0                 | 14       | 0      | 0           | 0          |
| Ø. Nyland        | 28          | 0           | 1           | 1           | 3                 | 0                 | 0                 | 0                 | 31       | 0      | 1           | 1          |
| D. Ørsal         | 0           | 0           | 0           | 0           | 0                 | 0                 | 0                 | 0                 | 0        | 0      | 0           | 0          |
| O. Ringstad      | 1           | 0           | 0           | 0           | 0                 | 0                 | 0                 | 0                 | 1        | 0      | 0           | 0          |
| E. Sandal        | 29          | 6           | 2           | 0           | 3                 | 1                 | 0                 | 0                 | 32       | 7      | 2           | 0          |
| P. Skeide        | 1           | 0           | 0           | 0           | 0                 | 0                 | 0                 | 0                 | 1        | 0      | 0           | 0          |
| E. Standal       | 14          | 1           | 1           | 0           | 0                 | 0                 | 0                 | 0                 | 14       | 1      | 1           | 0          |
| B. Torset        | 30          | 5           | 1           | 0           | 3                 | 0                 | 0                 | 0                 | 33       | 5      | 1           | 0          |
| J. Urke          | 2           | 0           | 0           | 0           | 0                 | 0                 | 0                 | 0                 | 2        | 0      | 0           | 0          |
| E. Viddal        | 11          | 0           | 1           | 0           | 3                 | 0                 | 1                 | 0                 | 14       | 0      | 2           | 0          |